# Jordpyramid

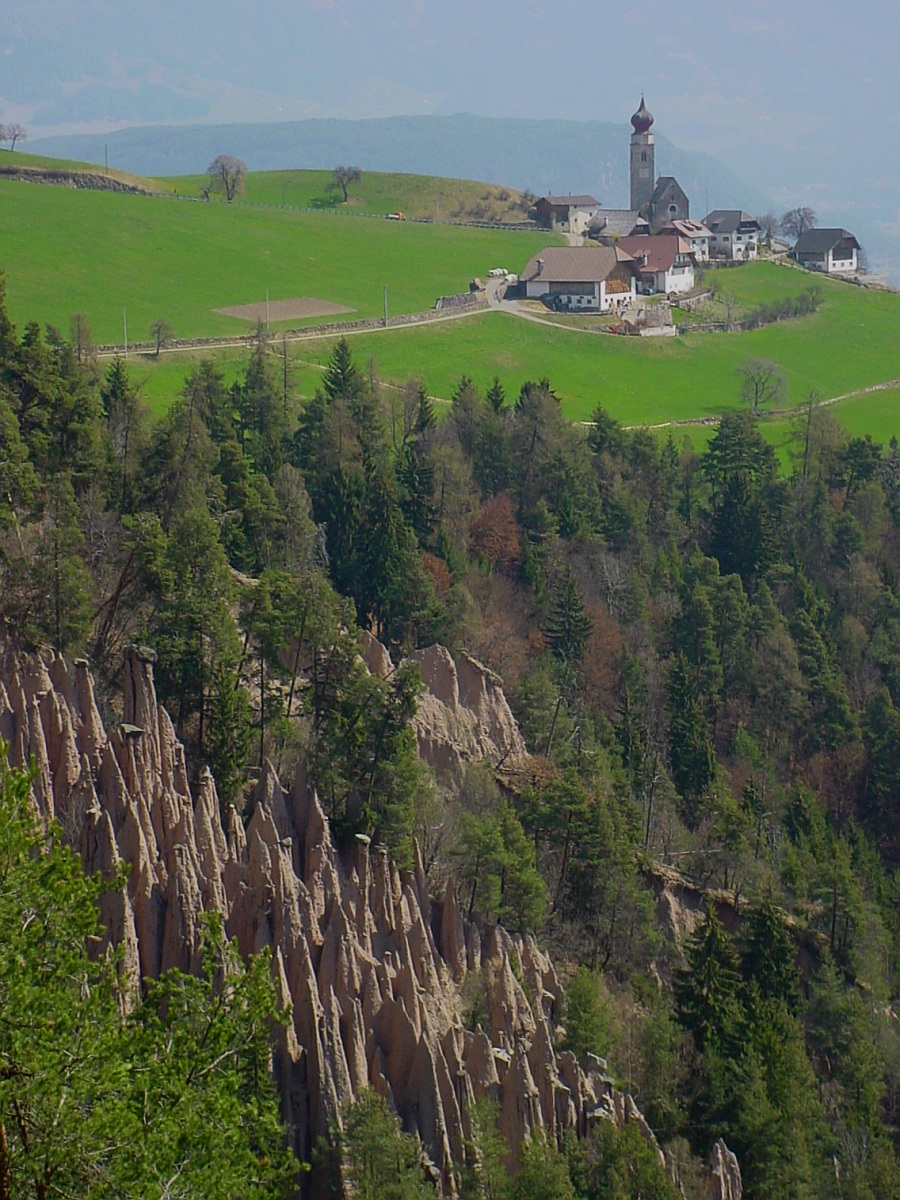
Jordpyramider nära Ritten (Sydtyrolen, Italien)

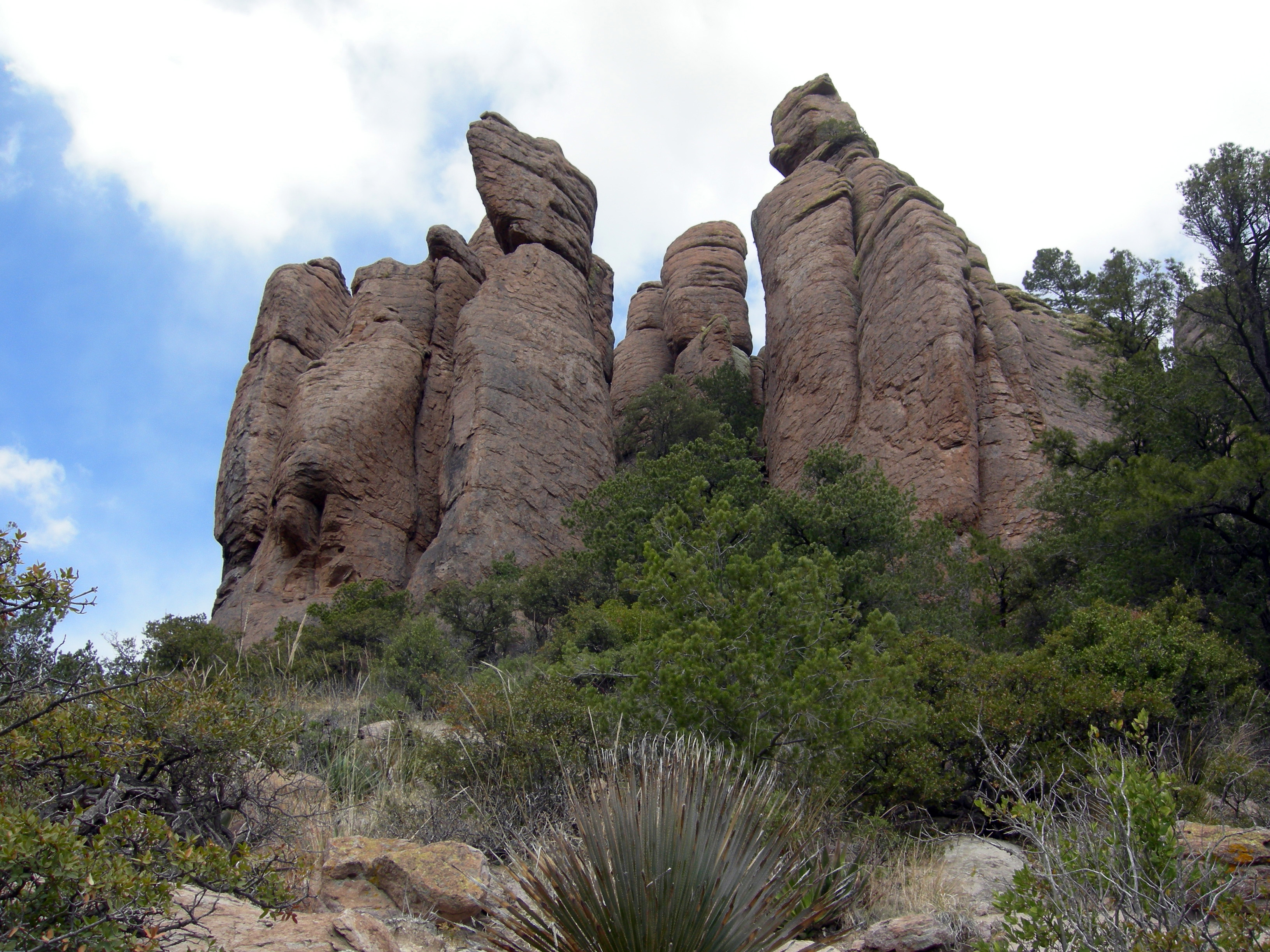
Chiricahua nationalmonument, Arizona, USA.

Jordpyramider eller jordpelare kallas de i vissa regioner förekommande, genom bäckars och nedströmmande regnvattens verksamhet i moränlera utskulpterade erosionsrester, som mer eller mindre närma sig pelar- och pyramidformen.
På toppen bär de vanligen ett stenblock, vilket ursprungligen legat inneslutet i moränleran eller på dess yta och som genom sin närvaro skyddat de rakt därunder liggande jordpartierna mot förstöring. Jordpelarna anträffades framförallt vid Bolzano (Trentino-Alto Adige) men även i Afrika och Amerika, till exempel längs Coloradofloden. De kan vara upp till 30 meter höga.